# Малеме
Ма́леме (греч. Μάλεμε) — деревня в Греции на северо-западе Крита. Расположена в 16 километрах от города Ханья. Входит в общину (дим) Платаньяс в северной части периферийной единицы Ханья в периферии Крит. Население 710 жителей по переписи 2011 года. Площадь местного сообщества 3,649 квадратного километра. Рядом с деревней расположен аэродром.

## История
Деревня известна тем, что расположенный рядом аэродром был основным пунктом высадки немецкого десанта в ходе Критской операции нацистских войск в мае 1941 года.

## Население

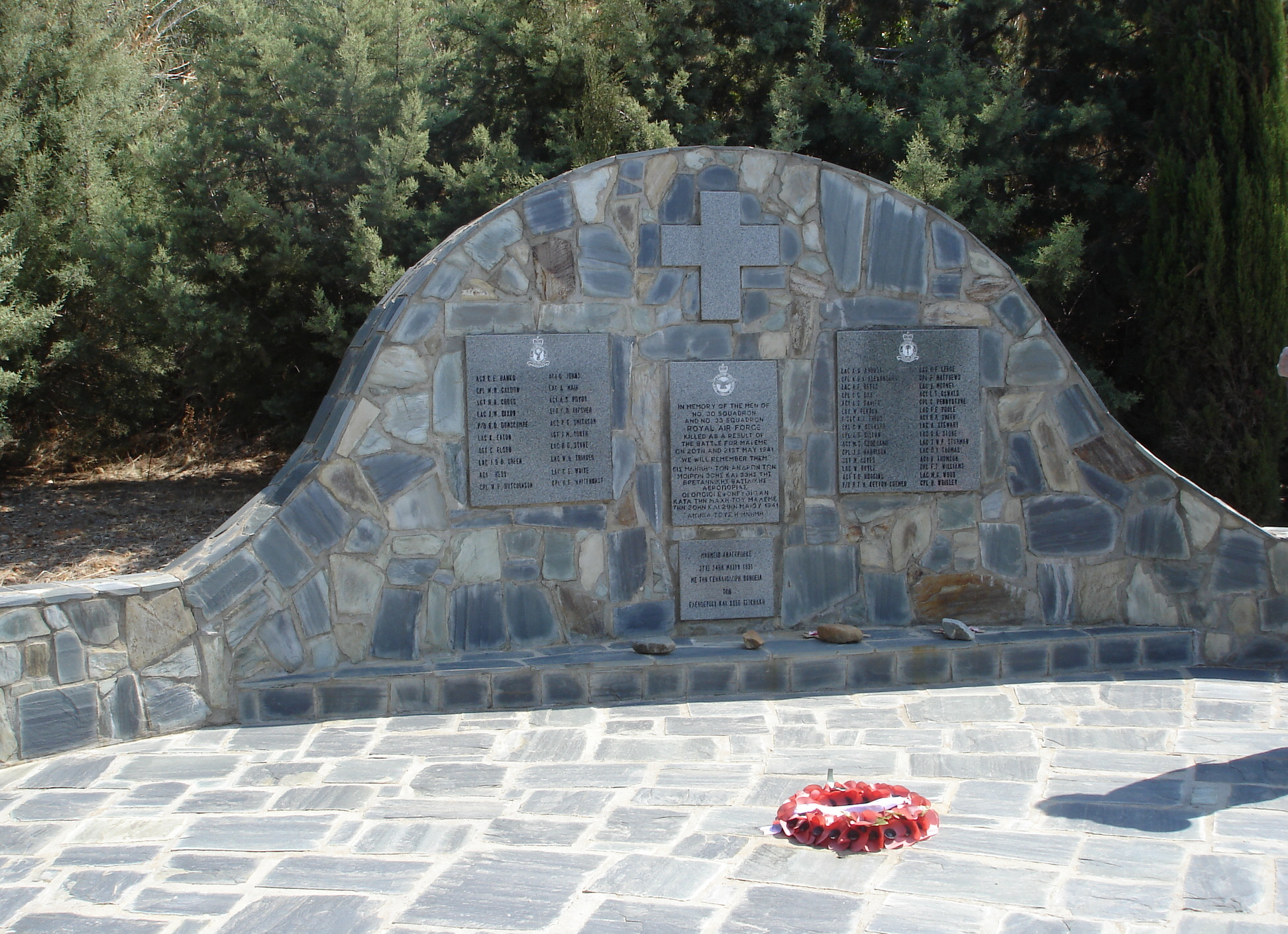
Мемориал летчикам 30-й и 33-й эскадрилий британских ВВС, убитым в ходе Критской операции

| Год  | Население, человек |
| ---- | ------------------ |
| 1991 | 645                |
| 2001 | 716                |
| 2011 | ↘ 710              |